# Grantia hirsuta
Grantia hirsuta är en svampdjursart som först beskrevs av Topsent 1907.  Grantia hirsuta ingår i släktet Grantia och familjen Grantiidae. Inga underarter finns listade i Catalogue of Life.